# Antoine Hamilton
Pour les articles homonymes, voir Anthony Hamilton et Hamilton.
Antoine Hamilton ou Anthony Hamilton, né en 1646 à Roscrea en Irlande, mort le 21 avril 1720 à Saint-Germain-en-Laye en France, est un écrivain écossais d'expression française.

## Biographie
Descendant d'une famille de vieille noblesse catholique écossaise, sa date de naissance n'est pas absolument sûre (1645 ou 1646). Il est le troisième d'une famille de six garçons et trois filles ; en 1651, les Hamilton s'exilent en France pour échapper à la dictature de Cromwell après l'exécution de Charles Ier ; Anthony y fait ses études, s'imprégnant de la culture et de la littérature françaises de l'époque Louis XIII, et rejoint l'Angleterre en 1661 sous le règne de Charles II, où il fréquente la meilleure société ; en 1663, il rencontre le comte de Gramont, esprit brillant et libertin qui épouse sa sœur Elizabeth en 1663 et l'emmène en France. En 1668, il entame une carrière militaire dans le cadre d'une « gendarmerie » anglaise de l'armée royale française ; il rejoint son pays en 1678. À l'avènement de Jacques II (1685), Hamilton s'engage dans la vie politique irlandaise : il est nommé gouverneur de Limerick et semble avoir reçu du roi un régiment d'infanterie. Lorsque Guillaume d'Orange monte sur le trône, il combat pour la restauration à partir de l'Irlande, tandis que Jacques II est accueilli en France au château de Saint-Germain, sous la protection de Louis XIV.
Anthony Hamilton rejoint cette cour exilée vers 1695. Il logera dans la ville de Versailles jusqu'à sa mort, en 1719. Il y mène une vie mondaine, fréquente le maréchal de Berwick, fils naturel de Jacques II, et se distrait de l'atmosphère pesamment dévote de la cour auprès des quatre sœurs Bulkeley (le conte du Bélier est dédié à Henriette) ; il écrit des vers de circonstance et des chansons galantes qui le font admettre comme un bon poète dans les petites cours littéraires de l'époque, notamment la cour de Sceaux ; il fréquente chez sa sœur à Versailles, laquelle est appréciée du roi au point d'en avoir reçu une maison dans le parc du château ; il écrit les Mémoires du comte de Gramont inspirés de la vie de son beau-frère (publication en 1713), et invente des contes orientaux parodiques qui circulent en manuscrit mais ne seront publiés qu'en 1730. Parmi ses nombreuses fréquentations, il rencontre au Temple le jeune Voltaire, dans un milieu ouvertement libertin dont il ne désapprouvait peut-être pas toutes les idées, s'il faut en croire ces vers dans Le Temple du goût :
Auprès d'eux, le vif Hamilton,

Toujours armé d'un trait qui blesse,

Médisant de l'humaine espèce,

Et même d'un peu mieux, dit-on.
— Voltaire, Le Temple du goût

## Œuvre
Outre les Mémoires de Gramont et un ensemble de contes, Hamilton a laissé beaucoup de poésies fugitives, une traduction de l'Essay on Criticism de Pope, un Dialogue sur la volupté, un poème allégorique : Les Rochers de Salisbury, ainsi qu'une assez abondante correspondance.
« Un style brillant, scintillant, constellé de pointes humoristiques » écrivent les auteurs du Nouveau dictionnaire des auteurs ; poète « du parti de Voiture, puisqu'il lui ressemble beaucoup », d'après Nicolas Boileau ; « Un des écrivains les plus attiques de notre littérature […] doué d'un sentiment vif des ridicules et du tact social le plus pénétrant, il démêlait les moindres nuances, et les fixait d'un trait léger, ineffaçable » selon Sainte-Beuve (Causeries du lundi, I), « une plume délicate et fine, un récit simple, un ton doux et beaucoup d'imagination » (Notice du Cabinet des fées) Hamilton surprend encore le lecteur moderne et ne laisse pas indifférent.
On prétend qu'Hamilton, si gai dans ses écrits, ne l'était pas du tout en société, et ne s'y faisait remarquer que par son humeur chagrine et caustique. Qui le croirait en lisant les Mémoires de Gramont ? Il est probable que le fond de l'ouvrage lui a été fourni par celui qui en est le héros, mais qu'il y a ajouté beaucoup d'ornements de son invention. Chamfort raconte que ce fut le comte de Gramont lui-même qui vendait quinze cents francs le manuscrit de ces mémoires, où il est si clairement traité de fripon. Fontenelle, censeur de l'ouvrage, refusait de l'approuver par égard pour le comte de Gramont. Celui-ci s'en plaignit au chancelier, à qui Fontenelle dit les raisons de son refus. Le comte, ne voulant pas perdre les quinze cents francs, força Fontenelle à approuver le livre d'Hamilton. « De tous les livres frivoles, dit La Harpe, c'est le plus agréable et le plus ingénieux ; c'est l'ouvrage d'un esprit léger et fin, accoutumé dans la corruption des cours à ne connaître d'autre vice que le ridicule, à couvrir les plus mauvaises mœurs d'un vernis d'élégance, à rapporter tout au plaisir et à la gaieté. II y a quelque chose du ton de Voiture, mais infiniment perfectionné. L'art de raconter les petites choses, de manière à les faire valoir beaucoup, y est dans sa perfection. » Voltaire porte à peu près le même jugement.
Les contes d'Hamilton furent rédigés entre 1695 et 1715 : ils n'étaient pas destinés à être publiés mais circulèrent en manuscrits à la Cour et dans les milieux lettrés. Agacé par la vogue des contes merveilleux et des Mille et une nuits à la fin du XVIIe siècle, Hamilton avait entrepris, dit-on, de montrer à son entourage qu'il n'était pas difficile d'en composer ; mais la portée de son œuvre contée dépasse de loin ces circonstances : Hamilton y démontrait un tel art dans l'ironie déconstructrice qu'on le considère comme l'initiateur du conte satirique et libertin du XVIIIe siècle (Crébillon, Duclos, Diderot). Influencés à la fois par le folklore, les contes orientaux, les contes de fées, le roman baroque et une certaine littérature libertine, audacieux et critiques sur le plan des mœurs et de la religion, inventifs jusqu'à l'extravagance par leurs intrigue, ses contes furent souvent imités (Crébillon, Le Sopha ; Voltaire, La Princesse de Babylone), mais jamais égalés. Les plus fameux sont : Histoire de Fleur d'Épine, Le Bélier, Les Quatre Facardins ; ils ne furent publiés qu'en 1730 par le libraire Jean-François Josse ; le succès fut tel que l'éditeur publia l'année suivante des Œuvres mêlées en prose et en vers, incluant des poésies (dont le conte en vers inachevé : La Pyramide et Le Cheval d'or), des chansons et le conte de Zeneyde. De nombreuses éditions augmentées paraîtront encore durant le XVIIIe siècle, incluant des fragments de la correspondance du comte ; c'est seulement en 1789 que le conte de L'Enchanteur Faustus est retrouvé et publié au t. XXXV de la collection des Voyages imaginaires, songes, visions et romans cabalistiques, Paris, Garnier. Hamilton fut apprécié et imité pour son style brillant et persifleur, pour l'invention toujours originale de ses contes, et pour leur épicurisme aimable. On en compte une dizaine d'éditions au XVIIIe siècle et une quinzaine au XIXe siècle ; les meilleures sont Didot l'aîné, 1781 (qui corrige sur manuscrits les nombreuses fautes de l'édition originale) et A. A. Renouard, 1812 (trois volumes). On compte également des éditions anglaises et allemandes. Au XXIe siècle, on compte une réédition des Quatre Facardins par Georges May (Desjonquères, 2001), une réédition de L'Enchanteur Faustus (dans Nouvelles du XVIIIe siècle, Gallimard, coll. « Bibliothèque de la Pléiade » no 484, 2002) et une édition critique de l'ensemble des contes par J.-F. Perrin (dans Hamilton et autres conteurs, Honoré Champion, coll. « Bibliothèque des Génies et des Fées » no 16, 2008).
Un ouvrage sur la vie d'Anthony Hamilton : Ruth Clark, Anthony Hamilton (Author of Memoirs of Count Grammont). His Life and Works and His Family, Londres, John Lane, 1921.

## Éditions
La BnF recense 161 ouvrages d'Antoine Hamilton, en ligne .